# Langenargen
Langenargen város Baden-Württembergben, Németországban. Népessége 7848 fő, területe 15,26 km² volt 2014. december 31-én. A híres barokk kori festő, Franz Anton Maulbertsch szülővárosa.

## Fekvése
A Bódeni-tó északi csücske közelében, a B31-es út mellett fekvő település.

## Története
A települést már a 8. században említették. A 8. század végén itt már vár is állt. A város 1810-ben került Württemberghez. A mai Montfort-kastélyt még 1861-ben I. Vilmos württembergi király építtette mór stílusban a régi vár helyére, mely ma üdülőház. A szép fekvésű Szent Márton-templom nevezetessége az orgonakarzat és néhány 18. századi festmény.

## Galéria

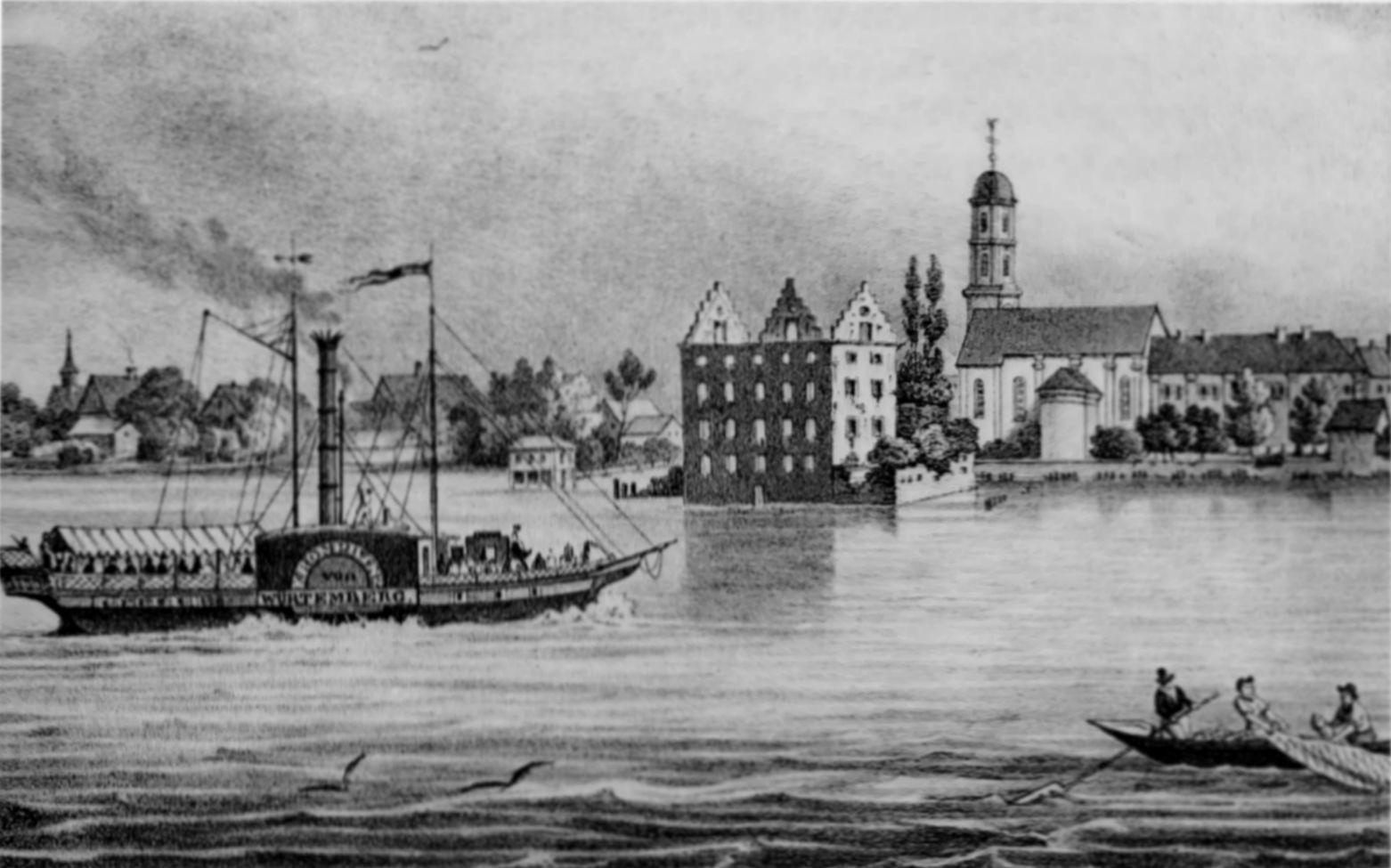
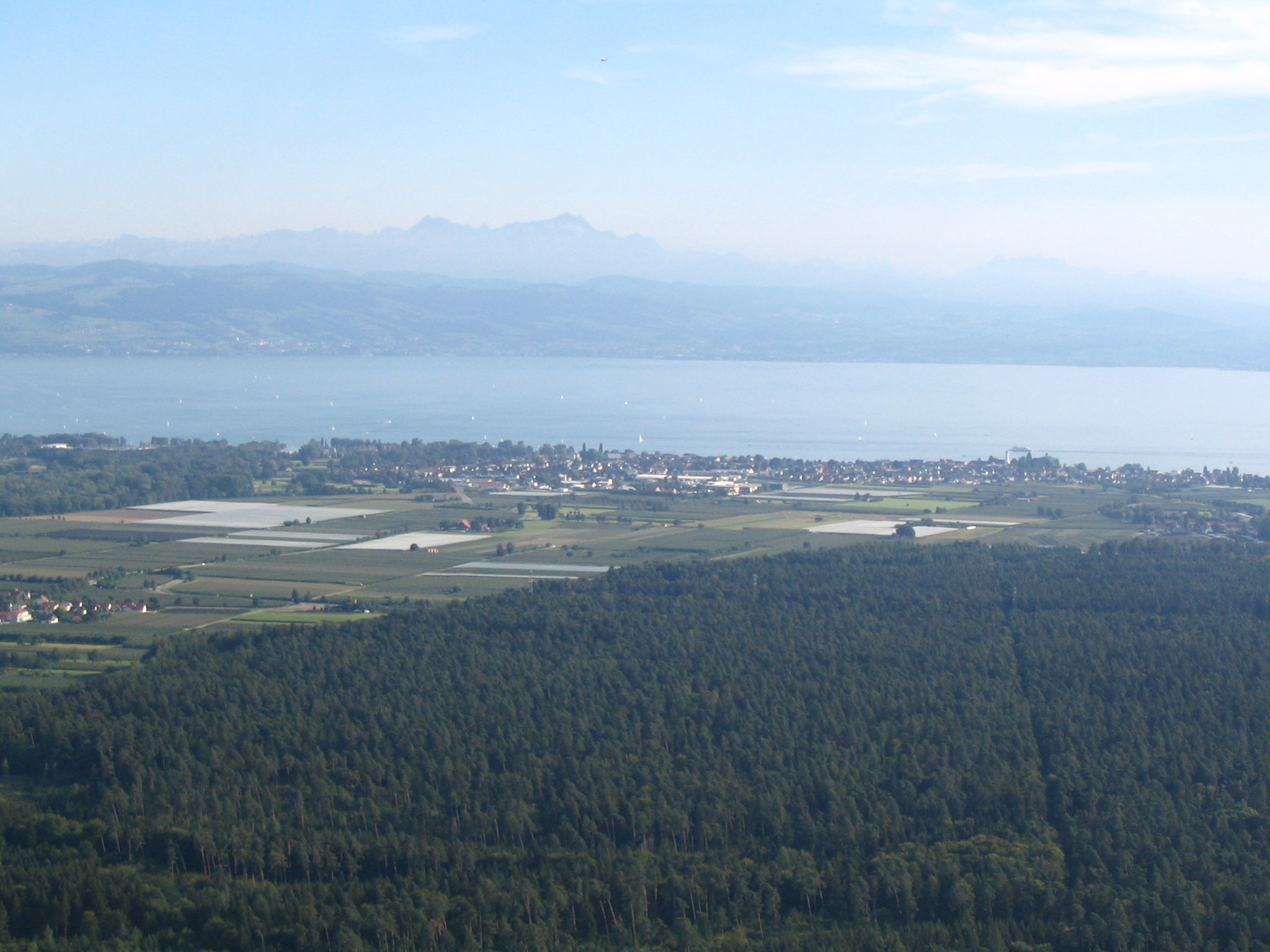
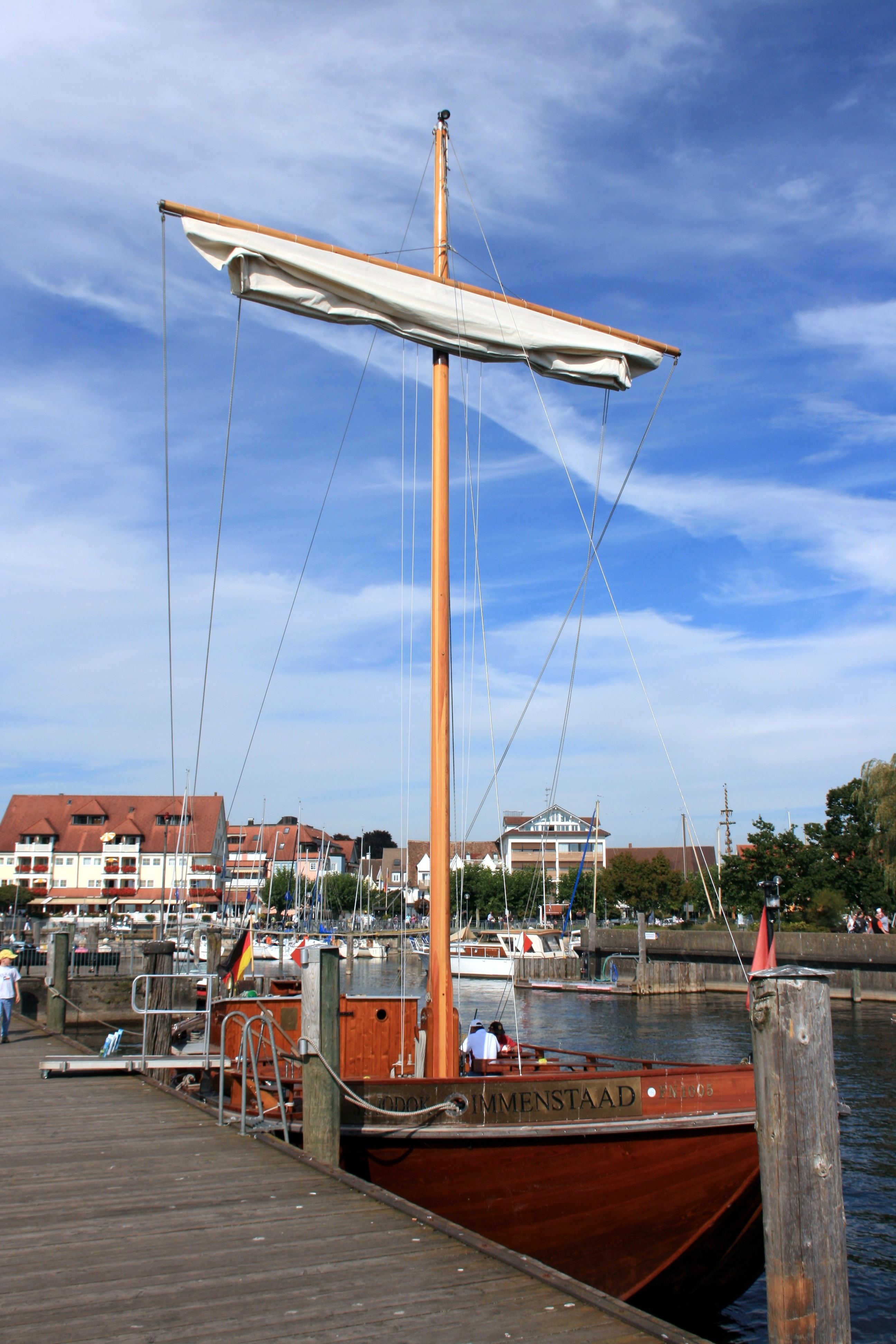
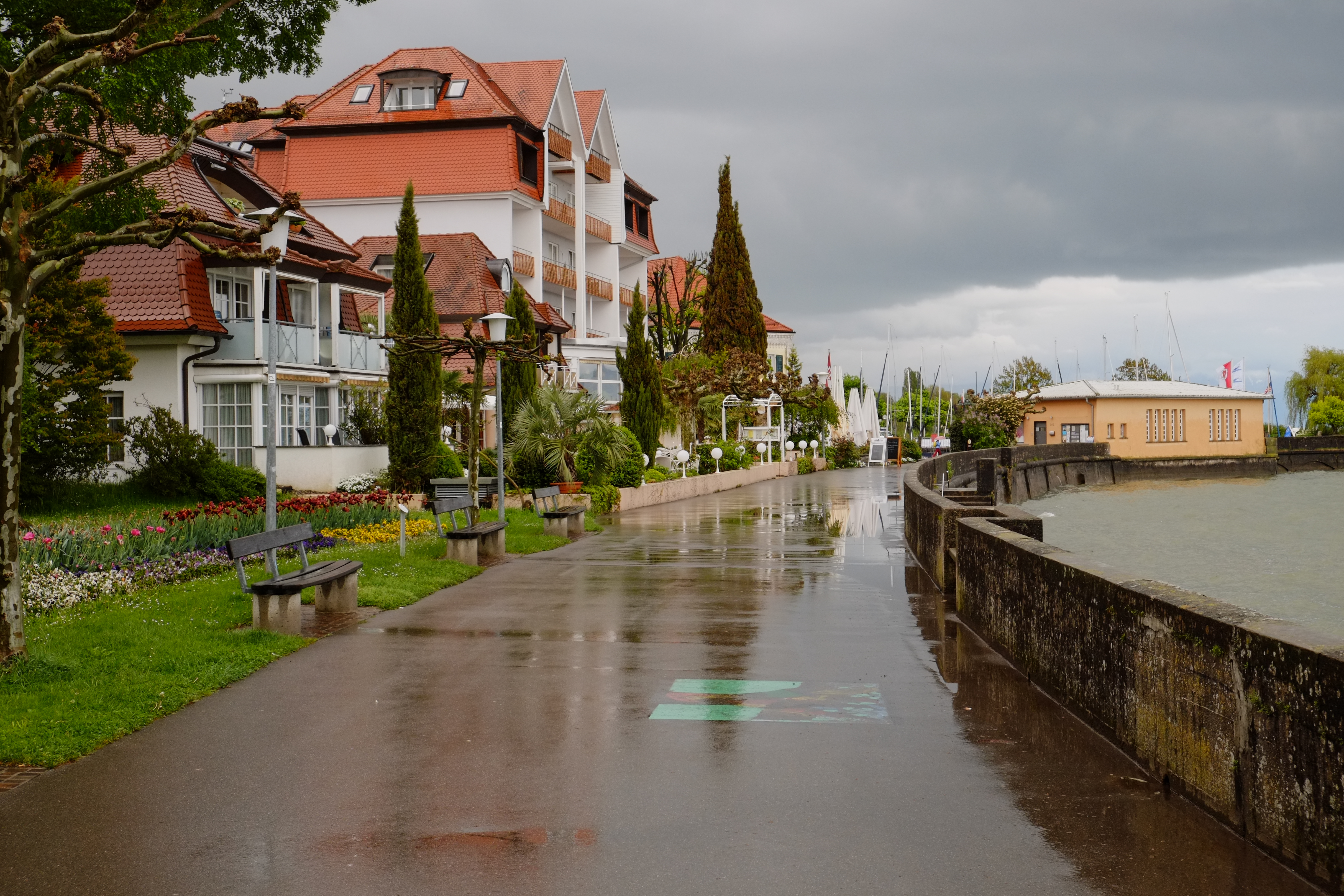